# Liste der Steinklassiker
Dies ist eine Liste der Steinklassiker (chinesisch 石經 / 石经, Pinyin Shíjīng). Bei diesen in Stein gravierten kanonischen Schriften werden im Chinesischen konfuzianische und buddhistische unterschieden, wobei letztere oft mit "Steinsutra" (engl. stone sutra) übersetzt werden.

## Konfuzianismus
| Name                                                                    | Zeit                                                         | weitere Bez.                                   | Verschiedenes                                                             | Schriftart                                                | Werke |
| ----------------------------------------------------------------------- | ------------------------------------------------------------ | ---------------------------------------------- | ------------------------------------------------------------------------- | --------------------------------------------------------- | --- |
| Xiping shijing 熹平石经 "Steinklassiker der Xiping-Ära"                 | Östliche Han-Dynastie                                        | Yizi shijing 一字石经; Han shijing 汉石经      | 4. Jahr der Xiping-Ära 熹平 des Han Lingdi 汉灵帝 (175); Cai Yong 蔡邕    | Kanzleischrift 隶书                                       | Zhouyi, Shangshu, Lushi, Yili, Chunqiu, Gongyang zhuan, Lunyu |
| Zhengshi shijing 正始石经 "Steinklassiker der Zhengshi-Ära"             | Wei-Dynastie der Zeit der Drei Reiche                        | Wei shijing 魏石经; Santi shijing 三体石经     | Zhengshi-Ära (240–249) des Wei-Herrschers Cao Fang                        | Guwen 古文, Siegelschrift (zhuan) 篆, Kanzleischrift 隶书 | Shangshu, Chunqiu |
| Kaicheng shijing 开成石经 "Steinklassiker der Kaicheng-Ära"             | Tang-Dynastie                                                | Tang shijing 唐石经                            | 2. Jahr des der Kaicheng-Ära des Tang Wenzong (837); Stelenwald von Xi’an | Kaishu                                                    | Zhouyi, Shangshu, Shi Jing, Zhouli, Yili, Liji, Zuo zhuan, Gongyang zhuan, Guliang zhuan, Lunyu, Xiaojing, Erya (in der Qing-Dynastie wurde das Werk Mengzi ergänzt)                      |
| Shu shijing 蜀石经 "Steinklassiker des Shu-Reiches"                     | Spätes Shu-Reich der Zeit der Fünf Dynastien und Zehn Reiche | Guangzheng shijing 广政石经                    | 2. Jahr der Guangzheng-Ära 广政 (938) des Shu-Herrschers Meng Chang       | Kaishu                                                    | Xiaojing, Lunyu, Erya, Yi, Shi, Shujing Shu, Yili, Liji, Zhouli, Zuo zhuan (in der Zeit der Nördlichen Song-Dynastie das ganze Zuo zhuan, außerdem Gongyang zhuan, Guliang zhuan, Mengzi) |
| Bei Song shijing 北宋石经 "Steinklassiker der Nördlichen Song-Dynastie" | Nördliche Song-Dynastie                                      | Erzi shijing 二字石经; Jiayou shijing 嘉祐石经 | beendet im 6. Jahr der Jiayou-Ära 嘉祐 (1061) des Song Renzong            | Siegelschrift (zhuan) 篆, Kanzleischrift (li) 隶          | Yijing, Shi Jing, Shujing, Zhouli, Liji, Chunqiu Zuoshi zhuan, Xiaojing, Lunyu, Mengzi |
| Nan Song shijing 南宋石经 "Steinklassiker der Südlichen Song-Dynastie"  | Südliche Song-Dynastie                                       | Song Gaozong yushu shijing 宋高宗御书石经      |                                                                           |                                                           | Yijing, Shi Jing, Shujing, Zuo zhuan, Lunyu, Mengzi sowie fünf Kapitel aus dem Liji (Zhongyong, Daxue, Xueji, Ruxing, Jingjie)                                                            |
| Qing shijing 清石经 "Steinklassiker der Qing-Dynastie"                  | Qing-Dynastie                                                |                                                | Peking                                                                    |                                                           | Dreizehn Klassiker |

## Buddhismus
- Kaiyuan Dazangjing 开元大藏经 (Kaiyuan-Kanon)
- Fangshan Shijing 房山石经, s. Hauptartikel Yunju-Tempel
- Shandong: Tai Shan 泰山 (Taishan shijingyu 泰山石经峪) und Culai Shan 徂徕山 (Culaishan Da banruo jing 徂徕山大般若经)
- Shanxi (Taiyuan): (Fengyu shijing 风峪石经)
- Hebei: Beixiangtangshan 北响堂山 (Beixiangtangshan shijing 北响堂山石经)

## Sonstige
- Steinsutra von Mandalay (in Myanmar) (chin. 曼德勒石经 Mandele Shijing)